# مارکو دمیتروویچ
مارکو دمیتروویچ (سیریلیک صربی: Марко Дмитровић؛ زادهٔ ۲۴ ژانویهٔ ۱۹۹۲) بازیکن فوتبال اهل صربستان است.
از باشگاه‌هایی که در آن بازی کرده‌است می‌توان به ستاره سرخ بلگراد، چارلتون اتلتیک، آلکورکون، ایبار، سویا ولگانس اشاره کرد.
وی همچنین در تیم ملی فوتبال صربستان بازی کرده‌است.
افتخارات 
قهرمانی جام حذفی صربستان ۲۰۱۴-۲۰۱۳ همراه با تیم فوتبال Újpest
قهرمانی لیگ اروپا ۲۰۲۳-۲۰۲۲
همراه با تیم سویا
بهترین دروازه بان ماه لالیگا سپتامبر ۲۰۲۴ و دسامبر ۲۰۲۴